# Timir Datta
Timir Datta est un physicien indo-américain spécialisé dans les supraconducteurs à haute température de transition (HTS) et professeur de physique au département de physique et d'astronomie de l'université de Caroline du Sud, à Columbia, en Caroline du Sud.

## Biographie

### Enfance et éducation
Datta a grandi en Inde avec son frère aîné Jyotirmoy Datta, un journaliste réputé. Son père B.N. Dutt, descendant de deux familles propriétaires de terres à Khulna et Jessore, dans le centre-sud du Bengale (Inde britannique), était un éminent ingénieur du raffinage du sucre et un proche de Michael Madhushudan Dutt (célèbre poète) du côté de sa mère. Il a reçu une maîtrise en physique théorique des plasmas du Boston College en 1974 sous la direction de Gabor Kalman. Datta a également travaillé au Jet Propulsion Laboratory (JPL) à Pasadena, en Californie, en tant qu'associé de recherche pré-doctoral de Robert Somoano. Il a également collaboré avec Carl H. Brans à l'université Loyola de La Nouvelle-Orléans sur un problème gravitationnel de traînée de trame et a travaillé avec John Perdew sur le comportement des ondes de densité de charge dans le jellium.

### Travail et recherches
Datta était un boursier postdoctoral NSF avec Marvin Silver et a étudié la propagation de charges dans des systèmes non cristallins à l'université de Caroline du Nord à Chapel Hill. À l'UNC-CH, il a poursuivi ses intérêts théoriques et a travaillé sur le potentiel retardé de van der Waals avec L.H. Ford. Depuis 1982, il fait partie de la faculté de l'université de Caroline du Sud en Colombie.
Il a collaboré avec plusieurs laboratoires impliqués dans les premières découvertes de la supraconductivité à haute température, en particulier l'équipe du NRL, dirigée par Donald U. Gubser et Stuart Wolf. Ce groupe de recherche de l'USC a également été le premier à observer l'effet Meissner dans les oxydes de cuivre Tl et ainsi confirmer la découverte par l'équipe d'Allen Herman de l'université de l'Arkansas de la supraconductivité à haute température dans ces composés. Il a inventé le terme « supraconductivité à trois chiffres » et son groupe a été le premier à observer l'effet Hall quantique fractionnaire dans le carbone tridimensionnel,.
Dans un article avec Raphael Tsu, il a dérivé la première formule d'impédance d'onde mécanique quantique pour les fonctions d'onde de Schrödinger. Il a également été le premier à montrer que la loi de Bragg de la diffusion des rayons X à partir de cristaux est une conséquence directe de l'invariance euclidienne de la longueur du vecteur d'onde incident. En fait, les trois équations de diffraction de Max von Laue ne sont pas indépendantes mais liées par la conservation de la longueur.
Datta est un chercheur actif, avec plus de cent articles répertoriés dans le SAO/NASA Astrophysics Data System (ADS) en 2014.

### Brevets
Datta a obtenu un brevet américain en 1995 : Aimants supraconducteurs à captage de flux et méthode de fabrication, avec deux co-inventeurs.

### Travail sur l'antigravité
Datta a participé au développement financé par l'université d'un « générateur de gravité » en 1996 et 1997, avec un autre chercheur universitaire Douglas Torr. Selon un document divulgué par l'Office of Technology Transfer de l'université de Caroline du Sud et confirmé au journaliste de Wired Charles Platt en 1998, le dispositif créerait un « faisceau de force » dans la direction souhaitée et l'université prévoyait de breveter ce dispositif. Aucune information sur ce projet de recherche universitaire ni aucun appareil « Générateur de gravité » n'a été rendu public.
Malgré le résultat apparemment moins que réussi de l'effort de développement du « générateur de gravité » avec Torr, Datta s'est intéressé aux effets des champs électriques sur la gravitation, développant les travaux théoriques de Torr sur le sujet,.

## Publications
1. ↑  G. Kalman, T. Datta et KI Golden, Approximation schemes for strongly coupled plasmas, Physical Review A, 12 (3), 1125
2. ↑  T. Datta et M. Silver, Schottky‐barrier profile in a‐silicon alloys, Applied Physics Letters, 38 (11), 903-905
3. ↑  T. Datta et L.H. Ford, Retarded Van der Waals potential between a conducting plane and a polarizable particle, Physics Letters A, 83 (7), 314-316
4. ↑  Z.Z. Sheng, A.M. Hermann, A. El Ali, C. Almasan, J. Estrada, T. Datta et R.J. Matson, Superconductivity at 90 K in the Tl-Ba-Cu-O system, Physical Review Letters, 60 (10), 937-940
5. ↑  T. Datta et al., Observing Quantum Hall States in the Extreme Soft Limit, arxiv.org/pdf/cond-mat/0503166.
6. ↑  M. Bleiweiss, M. Yin, J. Amirzadeh, H. Preston et T. Datta, Extreme Soft Limit Observation of Quantum Hall Effect in a 3-d Semiconductor, APS Meeting Abstracts, 1, 11012 (2004)
7. ↑  T Datta et R Tsu, Quantum Wave Resistance of Schrodinger Functions, arXiv preprint cond-mat/0311479
8. ↑  T. Datta, Laue: right or wrong?, Physica Scripta, 90(3) 2015, DOI 10.1088/0031-8949/90/3/038002